# İnşaatçılar (Metro Baku)

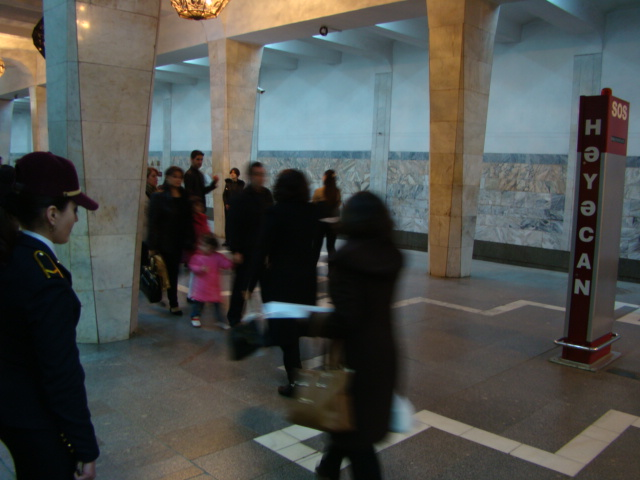

İnşaatçılar ist eine Station der Linie 2 (Grüne Linie) der Metro Baku. Sie wurde am 31. Dezember 1985 eröffnet. Der Bau erfolgte unter schwierigen geologischen Bedingungen durch Einfrieren mit Flüssigstickstoff. Beim Bau kam es zu einem Wasserdurchbruch, womit die Tunnel geflutet wurden. Dies ist der bisher einzige Bauunfall in der Geschichte der Metro Baku.
Ab dem 18. Januar 2016 wurde die 2. Bahnhofshalle vorübergehend geschlossen. In dieser Zeit wurden Rolltreppen ausgetauscht, unter anderem wurden Rolltreppen der deutschen Firma Thyssenkrupp angebracht. Am 1. Juni wurde die Halle wieder freigegeben.